# Oxytropis incana
Oxytropis incana är en ärtväxtart som beskrevs av Boris Alexandrovich Jurtzev. Oxytropis incana ingår i släktet klovedlar, och familjen ärtväxter. Inga underarter finns listade i Catalogue of Life.